# 이요 철도
이요 철도 주식회사(일본어: 伊予鉄道株式会社는 시코쿠 에히메현 마츠야마 시를 중심으로 에히메 현 일대에 철도·궤도, 노선버스·전세버스 사업을 전개하고 있는 회사이다. 약어는 이요테쓰(일본어: 伊予鉄)이다.

## 노선
- 군추 선
- 다카하마 선
- 마쓰야마시나이 선
- 요코가와라 선

## 같이 보기
- 일본의 철도 회사 목록
- 개궤